# FEB Eredivisie 1976-1977
La FEB Eredivisie 1976-1977 è stata la 32ª edizione del massimo campionato olandese di pallacanestro maschile. La vittoria finale è stata ad appannaggio dell'Amstelveen.

## Risultati

### Stagione regolare
|     | Squadra             | G  | V  | P  | PF   | PS   | Pt. | Qualificazione |
| --- | ------------------- | -- | -- | -- | ---- | ---- | --- | -------------- |
| 1.  | Amstelveen          | 36 | 33 | 3  | 3620 | 3085 | 66  |                |
| 2.  | EBBC Den Bosch      | 36 | 28 | 8  | 3370 | 3102 | 56  |                |
| 3.  | Punch Delft         | 36 | 27 | 9  | 3347 | 3120 | 54  |                |
| 4.  | Donar Groningen     | 36 | 19 | 17 | 3053 | 3048 | 38  |                |
| 5.  | Rotterdam-Zuid      | 36 | 18 | 18 | 3318 | 3318 | 36  |                |
| 6.  | Flamingo's Haarlem  | 36 | 17 | 19 | 3357 | 3353 | 34  |                |
| 7.  | Canadians Amsterdam | 36 | 13 | 23 | 3001 | 3011 | 26  |                |
| 8.  | Arke Stars Enschede | 36 | 11 | 25 | 3078 | 3329 | 22  |                |
| 9.  | Markt Utrecht       | 36 | 8  | 28 | 3078 | 3329 | 16  | retrocesse     |
| 10. | Leida               | 36 | 6  | 30 | 2920 | 3266 | 12  | retrocesse     |

| Eredivisie 1976-1977 |
| -------------------- |
| Amstelveen 2º titolo |

## Formazione vincitrice
| N° | Naz.                   | Ruolo | Sportivo    |  | Alt. |  |
| -- | ---------------------- | ----- | ----------- |  | ---- |  |
|    | Stati Uniti (bandiera) | AP    | Owen Wells  |  | 201  |  |
|    | Stati Uniti (bandiera) |       | Joe Wallace |  |      |  |
|    | Paesi Bassi (bandiera) |       | Dan Cramer  |  | 188  |  |

## Premi e riconoscimenti
- MVP dell'anno:  Jimmy Moore, Arke Stars Enschede
- Rookie dell'anno:  Jos Wolfs, Flamingo's Haarlem
- Allenatore dell'anno:  Bill Sheridan, EBBC Den Bosch
- Quintetto ideale:
  -  Bill Mallory, Markt Utrecht
  -  Joe Wallace, Amstelveen
  -  Jimmy Moore, Arke Stars Enschede
  -  Jimmy Woudstra, Punch Delft
  -  Harry Rogers, Punch Delft
- Quintetto difensivo:
  -  Jimmy Woudstra, Punch Delft
  -  Vic Bartolome, Leida
  -  Steven Bravard, EBBC Den Bosch
  -  Jimmy Moore, Arke Stars Enschede
  -  Pete Miller, Donar Groningen